# Leichtes Blut
Leichtes Blut ist eine Schnellpolka von Johann Strauss Sohn (op. 319). Das Werk wurde am 10. März 1867 im Wiener Volksgarten erstmals aufgeführt.